# Diestrammena rammei
Diestrammena rammei is een rechtvleugelig insect uit de familie grottensprinkhanen (Rhaphidophoridae). De wetenschappelijke naam van deze soort is voor het eerst geldig gepubliceerd in 1926 door Heinrich Hugo Karny.